# USS Balao (SS-285)
El USS Balao (SS-285) de la Armada de los Estados Unidos fue el cabeza de serie de los submarinos de ataque de propulsión diésel-eléctrica de su clase. Sirvió de 1943 a 1952 y de 1946 a 1963; y recibió nueve estrellas de batalla por su servicio.

## Construcción
Fue colocada la quilla en el Portsmouth Navy Yard (Nuevo Hampshire) el 26 de junio de 1942. Fue botado el 27 de octubre de 1942. Fue asignado el 4 de febrero de 1943.

## Historia de servicio
En julio de 1943 el USS Balao se unió a la 7.ª Flota en Brisbane (Australia).
El 23 de enero de 1944 hundió al carguero Nikki Maru en Nueva Guinea. En febrero atacó a un convoy hundiendo al cargador Shoho Maru y al carguero Akiuro Maru. El 1.º de junio atacó nuevamente e hizo blanco dos veces en un carguero. No pudo continuar el ataque debido a la presencia de aviones y escoltas. Luego repostó combustible en Majuro.
En la quita patrulla bombardeó la isla Angaur y rescató a un aviador del USS Bunker Hill. El 29 de julio, junto al USS Drum, atacó con fuego de cañón a dos champanes. Posteriormente en agosto regresó a EE. UU. para un overhaull en el Mare Island Navy Yard (California).
El 2 de enero de 1945 el USS Balao hundió una nave. El 27 de febrero del mismo año en su octava patrulla se unió al grupo del USS Tench, USS Guardfish y USS Sea Devil en los mares Amarillo y de la China Oriental. El 9 de marzo atacó a un cisterna sin éxito y fue buscado por los escoltas de dicho cisterna con cargas de profundidad. El 18 de marzo hundió un arrastrero con fuego de cañón; y el 26 de marzo hundió un carguero con fuego de cañón.
Fue dado de baja el 20 de agosto de 1946; y regresó al servicio el 4 de marzo de 1952. El submarino condujo operaciones de entrenamiento en América del Sur y el Caribe, incluyendo despliegues en la base naval de la bahía de Guantánamo. En 1959 fue parte de la película Operation Petticoat. El mismo año fue re-clasificado como submarino auxiliar: AGSS-285. En 1962 estuvo presente en el Caribe debido a la crisis de los misiles en Cuba.
Tuvo su baja final el 1.º de agosto de 1963 y fue hundido como buque objetivo el 6 de septiembre del mismo año. Recibió en total nueve estrellas de batalla por su servicio durante la Segunda Guerra Mundial.